# Myles Jury
Myles Madison Jury (Hazel Park, Míchigan; 31 de octubre de 1988) es un artista marcial mixto estadounidense que actualmente compite en la categoría de peso pluma en Bellator MMA.

## Primeros años
Jury nació en Hazel Park, Míchigan y fue criado en pésimas condiciones, ya que sus padres se divorciaron cuando él tenía dos años. A causa del divorcio, Jury se fue a vivir con su padre, que era techador. Myles comenzó a luchar en el séptimo grado y demostró su talento en el grappling, donde acumuló un récord de 12-2 en su primer año.

## Carrera en artes marciales mixtas

### The Ultimate Fighter
Jury estuvo en dos temporadas del reality The Ultimate Fighter. Su primera temporada fue en TUF 13, donde se rompió el ligamento cruzado anterior en el primer episodio. Sin embargo, Jury volvió a competir en TUF 15.
En el reality, Jury ganó su primer combate preliminar para conseguir entrar en la casa, pero luego fue seleccionado para enfrentarse a Al Iaquinta y fue derrotado por decisión dividida. Dicho combate ganó el premio a la mejor pelea del reality.

### Ultimate Fighting Championship
Jury debutó en The Ultimate Fighter 15 Finale el 1 de junio de 2012 contra Chris Saunders. Jury ganó la pelea por sumisión en la primera ronda.
En su siguiente combate, Jury se enfrentó a Michael Johnson el 29 de diciembre de 2012 en UFC 155. Jury ganó la pelea por decisión unánime.
El 20 de abril de 2013, Jury se enfrentó a Ramsey Nijem en UFC on Fox 7. Jury ganó la pelea por nocaut en la segunda ronda.
Jury se enfrentó a Mike Ricci el 21 de septiembre de 2013 en UFC 165. Jury ganó la pelea por decisión dividida.
Jury se enfrentó a Diego Sánchez el 15 de marzo de 2014 en UFC 171. Jury ganó la pelea por decisión unánime.
El 20 de septiembre de 2014, Jury se enfrentó a Takanori Gomi en UFC Fight Night 52. Jury ganó la pelea por nocaut técnico en la primera ronda.
El 3 de enero de 2015, Jury se enfrentó a Donald Cerrone en UFC 182. Jury perdió la pelea por decisión unánime.

#### Baja al peso pluma
Jury se enfrentó a Charles Oliveira el 19 de diciembre de 2015 en UFC on Fox 17. Jury perdió la pelea por sumisión en la primera ronda.
Jury se enfrentó a Mike De La Torre el 8 de abril de 2017 en UFC 210. Ganó la pelea por TKO en la primera ronda.
Jury se enfrentó a Rick Glenn el 30 de diciembre de 2017 en UFC 219. Ganó la pelea por decisión unánime.
Se espera que Jury se enfrente a Chad Mendes el 14 de julio de 2018 en UFC Fight Night 133.

## Récord en artes marciales mixtas
| Resultado | Récord | Oponente         | Método                             | Evento                                 | Fecha                    | Ronda | Tiempo | Localización               | Notas                |
| --------- | ------ | ---------------- | ---------------------------------- | -------------------------------------- | ------------------------ | ----- | ------ | -------------------------- | -------------------- |
| Derrota   | 17–5   | Ben Henderson    | Decisión (unánime)                 | Bellator 227                           | 27 de septiembre de 2019 | 3     | 5:00   | Dublín                     |                      |
| Derrota   | 17–4   | Andre Fili       | Decisión (unánime)                 | UFC on ESPN: Ngannou vs. Velasquez     | 17 de febrero de 2019    | 3     | 5:00   | Phoenix, Arizona           |                      |
| Derrota   | 17–3   | Chad Mendes      | TKO (golpes)                       | UFC Fight Night: dos Santos vs. Ivanov | 14 de julio de 2018      | 1     | 2:52   | Boise, Idaho               |                      |
| Victoria  | 17–2   | Ricky Glenn      | Decisión (unánime)                 | UFC 219                                | 30 de diciembre de 2017  | 3     | 5:00   | Las Vegas, Nevada          |                      |
| Victoria  | 16–2   | Mike De La Torre | TKO (codos y golpes)               | UFC 210                                | 8 de abril de 2017       | 1     | 3:30   | Buffalo, Nueva York        |                      |
| Derrota   | 15–2   | Charles Oliveira | Sumisión (guillotine choke)        | UFC on Fox: dos Anjos vs. Cerrone 2    | 19 de diciembre de 2015  | 1     | 3:05   | Orlando, Florida           | Debut en peso pluma. |
| Derrota   | 15–1   | Donald Cerrone   | Decisión (unánime)                 | UFC 182                                | 3 de enero de 2015       | 3     | 5:00   | Las Vegas, Nevada          |                      |
| Victoria  | 15–0   | Takanori Gomi    | TKO (golpes)                       | UFC Fight Night: Hunt vs. Nelson       | 20 de septiembre de 2014 | 1     | 1:32   | Saitama                    |                      |
| Victoria  | 14–0   | Diego Sánchez    | Decisión (unánime)                 | UFC 171                                | 15 de marzo de 2014      | 3     | 5:00   | Dallas, Texas              |                      |
| Victoria  | 13–0   | Mike Ricci       | Decisión (dividida)                | UFC 165                                | 21 de septiembre de 2013 | 3     | 5:00   | Toronto                    |                      |
| Victoria  | 12–0   | Ramsey Nijem     | KO (golpe)                         | UFC on Fox: Henderson vs. Melendez     | 20 de abril de 2013      | 2     | 1:02   | San José, California       |                      |
| Victoria  | 11–0   | Michael Johnson  | Decisión (unánime)                 | UFC 155                                | 29 de diciembre de 2012  | 3     | 5:00   | Las Vegas, Nevada          |                      |
| Victoria  | 10–0   | Chris Saunders   | Sumisión (guillotine choke)        | The Ultimate Fighter 15 Finale         | 1 de junio de 2012       | 1     | 4:03   | Las Vegas, Nevada          |                      |
| Victoria  | 9–0    | Sam Oropeza      | Sumisión (rear-naked choke de pie) | KOTC: No Mercy                         | 17 de septiembre de 2010 | 1     | 2:55   | Mashantucket, Connecticut  |                      |
| Victoria  | 8–0    | David Herlein    | TKO (golpes)                       | XCC: Rumble in Royal Oak 5             | 16 de enero de 2010      | 1     | 0:48   | Royal Oak, Míchigan        |                      |
| Victoria  | 7–0    | Garrett Olson    | Sumisión (armbar)                  | KOTC: Strike Point                     | 10 de octubre de 2009    | 1     | 1:09   | Lac du Flambeau, Wisconsin |                      |
| Victoria  | 6–0    | Tyrone Holmes    | TKO (golpes)                       | KOTC: Encore                           | 19 de junio de 2009      | 1     | 2:20   | Mount Pleasant, Míchigan   |                      |
| Victoria  | 5–0    | Karl Kelly       | Sumisión (golpes)                  | KOTC: Insanity                         | 4 de abril de 2009       | 1     | 0:20   | Lac du Flambeau, Wisconsin |                      |
| Victoria  | 4–0    | Marcus Ajian     | Sumisión (golpes)                  | KOTC: Anticipation                     | 26 de noviembre de 2008  | 1     | 0:49   | Mount Pleasant, Míchigan   |                      |
| Victoria  | 3–0    | Darrell Mitchell | TKO (codazos)                      | KOTC: Level One                        | 18 de octubre de 2008    | 1     | 0:57   | Lac du Flambeau, Wisconsin |                      |
| Victoria  | 2–0    | Joshua Taibl     | TKO (golpes)                       | KOTC: Settlement                       | 13 de junio de 2008      | 1     | 1:20   | Mount Pleasant, Míchigan   |                      |
| Victoria  | 1–0    | Brad Johnson     | KO (patada a la cabeza)            | Michigan Fight League                  | 15 de febrero de 2008    | 1     | 0:12   | Míchigan                   |                      |